# Bielawy (powiat grodziski)
Bielawy – wieś w Polsce położona w województwie wielkopolskim, w powiecie grodziskim, w gminie Granowo.
Wieś powstała w XVI wieku jako folwark wchodzący w skład majątku biskupów poznańskich. Razem z pobliskimi Januszewicami wchodziła w skład dóbr jezuitów oraz seminarium duchownego w Poznaniu.
Leon Plater w XIX-wiecznej książce pod tytułem "Opisanie historyczno-statystyczne Wielkiego Księztwa Poznańskiego" (wyd. 1846) wzmiankuje o folwarku Bielawy w ówczesnym powiecie bukowskim, który dzielił się na cztery okręgi (bukowski, grodziski, lutomyślski oraz lwowkowski). Folwark Bielawy należał do okręgu bukowskiego i był siedzibą majętności prywatnej, której właścicielem była kapituła poznańska. Według spisu urzędowego z 1837 roku folwark liczył 89 mieszkańców i 5 dymów (domostw).
W latach 1954–1959 wieś należała i była siedzibą władz gromady Bielawy, po jej zniesieniu w gromadzie Granowo. W latach 1975–1998 miejscowość należała administracyjnie do województwa poznańskiego.